# 徐德恩
徐德恩（1987年1月1日—），中国足球运动员，司职中场。

## 俱乐部生涯
徐德恩出道于广州青年队，曾经代表香雪制药参加香港甲组足球联赛。2006年7月，徐德恩在青年队和一线队的几场热身赛中表现出色，被主教练戚务生提拔到一队。8月5日，他在广州医药客场0比0战平南昌八一的比赛中替补黄志毅出场，第一次参加职业联赛。
2007年广州队主场对呼和浩特的比赛中，徐德恩首次在中甲联赛中进球。
2008年广州队首次参加中超联赛，但他的出场次数寥寥，在2008赛季只替补出场3次，而在2009赛季只出场1次。2010赛季广州队因被揭发打假球而降入甲级，徐德恩在赛季初曾获得几次上场机会，但表现糟糕，之后就再也没有进入球队参加比赛的大名单。
2011年，徐德恩离开广州队后曾到同城兄弟广东日之泉试训，不过试训失败。随后，徐德恩自由转会加盟中甲球队湖南湘涛，合约为三年。

## 国家队生涯
虽然徐德恩在2006赛季代表广州队出场次数不多，但他的表现却受到国青队教练组的注意，并将他征调入中国国青队参加2006年亚青赛。他在10月30日中国队的小组赛第一场比赛中替补出场，并打进一球，帮助国青队1比0击败澳大利亚国青队。